# Miguel Ángel Cabral
Miguel Ángel Cabral Torres (nacido el 1 de enero de 1970 en Jerez de la Frontera, Cádiz) es un exjugador de baloncesto español. Con 1.98 de estatura, su puesto natural en la cancha era el de alero.

## Trayectoria
- Cantera Caja Jerez
- Cantera Real Madrid.
- Real Madrid (1988-1990)
- CB Guadalajara (1990-1991)
- Club Baloncesto Gran Canaria (1991-1992)
- Club Baloncesto Breogán (1992-1995)
- Cáceres Club Baloncesto (1995-1996)
- Cantabria Lobos (1996-1999)
- Tenerife Canarias (1999-2000)
- Club Basquet Inca (2000-2001)
- Club Baloncesto Villa Los Barrios (2001-2003)